# Join Us
Join Us è il quindicesimo album in studio del gruppo musicale alternative rock statunitense They Might Be Giants, pubblicato nel 2011.

## Tracce
Testi e musiche di They Might Be Giants.
1. Can't Keep Johnny Down – 2:23
2. You Probably Get That a Lot – 2:57
3. Old Pine Box – 1:53
4. Canajoharie – 3:39
5. Cloisonné – 2:40
6. Let Your Hair Hang Down – 2:31
7. Celebration – 3:48
8. In Fact – 2:20
9. When Will You Die – 2:32
10. Protagonist – 2:49
11. Judy Is Your Viet Nam – 1:26
12. Never Knew Love – 2:54
13. The Lady and the Tiger – 2:53
14. Spoiler Alert – 2:39
15. Dog Walker – 2:32
16. 2082 – 1:55
17. Three Might Be Duende – 2:25
18. You Don't Like Me – 2:57

## Formazione
Gruppo
- John Flansburgh - chitarra, voce
- John Linnell - chitarra, voce, tastiere, clarinetto, fisarmonica, sassofoni
- Danny Weinkauf - basso, tastiere
- Dan John Miller - chitarra, tastiere
- Marty Beller - batteria, percussioni

Collaboratori
- Stan Harrison - corni, sassofoni, flauto
- Curt Ramm - tromba
- Dan Levine - trombone
- Mauro Refosco - percussioni
- David Driver - voce
- Michael Cerveris - voce